# Renesančna gibanja zunaj Italije
Renesansa (it. Rinascimento) ali preporod umetnosti in književnosti, ki zaznamuje prehod iz srednjega v novi vek, je doba italijanske kulture, ki je globoko vplivala na vso Evropo. Podlaga za razvoj italijanske renesanse je bilo bogastvo tamkajšnjih mest. Predvsem umetniki, ki so prinašali nove ideje iz Italije, so bili zgled mnogim evropskim ustvarjalcem, po katerih se je renesančna miselnost prenesla tudi v književnost. To ni bilo samo ponavljanje ali posnemanje italijanske renesanse. Vsaka dežela je razvila svoj način upodabljanja, pri čemer je bil italijanski zgled samo napotek k novemu odnosu do umetnosti.

## Nemčija
Humanizem, ki je bil v Italiji nekakšen uvod v renesanso, je imel v Nemčiji popolnoma drugačen in izredno tragičen potek. Srednjeveška religioznost se je spremenila v potrebo po »humanem« pogledu na vero, kar je pomenilo po eni strani zbližanje navadnega človeka Bogu, torej odpravo klera, po drugi strani pa potrebo po pravilih, ki bi novo razmerje med človekom in Bogom uredile. Tako mišljenje je bilo povod za nasprotovanje s papežem in s pravili Cerkve in posredno torej z vsem, kar je bilo italijanskega. Medtem ko je humanizem pri Italijanih sprožil renesančno umetnost, je pri Nemcih bil podlaga za protestantizem in nerazumevanje renesanse. Problemi, ki so v tej dobi nastajali v Nemčiji, so bili tako hudi in vsesplošni, da niso puščali prostora umetnosti. Ni bilo govora o kulturnem preporodu, kakršnega je doživljala Italija.
V Nemčiji se je morala renesansa soočati ne samo s to filozofijo, pač pa tudi s tradicijo gotike in njenih strogih oblik. Medtem ko je vladala tudi v najbolj žalostnih podobah italijanskega Rinascimenta harmonija oblik in barv, so nemški renesančni umetniki prikazovali iste teme s tegobo in surovim ekspresionizmom, v čemer se kaže večna razlika med mediteransko in celinsko nravjo. Tudi sam Dürer, ki je največji umetnik nemške renesanse, je dvakrat obiskal Italijo in skušal spojiti svoj strogi način upodabljanja s prešerno umetnostjo Raffaella, pa vendar mu to ni uspelo. Niti v svojih najbolj »italijanskih« delih se ni mogel znebiti tragike svoje dežele. Kljub svoji živahnosti in umetniški moči, italijanski Rinascimento ni mogel odločilno vplivati na nemško renesanso.

## Flamska
Najbolj se je približala italijanskemu Rinascimentu umetnost na Flamskem, to je približno današnji Nizozemski in Belgiji. Nekateri umetnostni zgodovinarji trdijo, da je bilo flamsko slikarstvo celo del italijanskega Rinascimenta, s katerim se je prepletalo. Dejansko so flamski umetniki radi prihajali v Italijo študirat velike mojstre tiste dobe, a tudi Italijani so prevzeli od njih marsikaj. Sam začetnik flamske tradicije Jan van Eyck je nekaj časa živel v Italiji, kjer so ga visoko cenili. Njegova umetnost je bila italijanskim slikarjem istočasno tudi zgled, posebno pri upodabljanju pokrajine ali interierjev.
Šele v polovici šestnajstega stoletja je Pieter Bruegel starejši dokončno ločil flamsko umetnost od italijanske. Uveljavilo se je tipično upodabljanje narave v živih simbolističnih barvah in nastali so prvi moderni portreti.
V stavbarstvu in kiparstvu se renesansa na Flamskem ni razvila. Te umetnosti so praktično prešle iz gotike naravnost v barok. Nasprotno se je  zgodilo z manjšimi umetnostmi, kot so rezbarstvo, kovaštvo in tkalstvo, ki so v tej dobi doživele neverjeten razcvet. Posebej je vredno omeniti vezenje za tapiserije, saj so nekateri med največjimi slikarji izdelovali tudi načrte (kartone) za stenska vezenja. Ta flamska umetnost se je kmalu razširila tudi v Italiji, kjer je po naročilu Leona X. sam Raffaello narisal nekaj kartonov.

## Francija
Kakor ostali humanisti, so se tudi Francozi začeli zanimati za klasike, a niso hoteli posnemati tujih (latinskih in grških) umetnikov. Smatrali so, da imajo dovolj klasičnih zgledov tudi v lastni preteklosti, kar je privedlo do popolnoma izvirnega dostopa do renesanse. Medtem ko je bil italijanski Rinascimento prelom z bližnjo preteklostjo, ki je enostavno obsodil ves srednji vek, je francoska Renaissance raje postavila svojo srednjeveško preteklost kot vzor klasične umetnosti. Prehod iz srednjega v novi vek je bil, bodisi v književnosti kot v likovni umetnosti, samo naravni razvojni postopek. Kralj Franc I., ki je občudoval italijansko umetnost, je sicer gostil največje njene predstavnike (Leonardo da Vinci, Benvenuto Cellini), a je tudi močno podpiral domače umetnike. Ustvaril je Collège des lecteurs royaux (poznejši Collège royal de France), kjer je osebno štipendiral nadarjene študente, ki si niso mogli privoščiti Sorbone. Prav ta univerza velja za zibelko moderne francoske miselnosti, ki bo pozneje tako globoko vplivala na vso Evropo. Književnost te dobe (sprva Rabelais in Montaigne, nato še veliko drugih) je izredne važnosti, ker je postavila temelje za francoski jezik. Za razliko od jezikoslovcev ostale Evrope, ki so tedaj začeli ustvarjati neologizme iz antičnih jezikov, so Francozi že v renesansi postavljali v prvo vrsto skrb za čisto francoščino.
Tudi v likovnih umetnostih je sicer močan in dolgotrajen vpliv Rinascimenta samo postopoma spreminjal francosko gotiko. To je razvidno predvsem v stavbarstvu, kjer se je razvila okrašena gotika, ki je nekako postopno sprejemanje renesančnih olepšav na gotske podlage.

## Španija
Španiji se ni mudilo, da bi zapustila srednji vek, saj je v njem prišla do svoje največje razsežnosti in bogastva. Kot velesila, se tudi ni dosti brigala za nove ideje, ki so se porajale v ostalih »državicah«. Humanizem, ki je vso Evropo pretresel in obnovil, je bil v Španiji sprejet kot trenutna moda in še to samo v površnih obrisih. Nikogar ni zanimalo spreminjati obstoječega stanja. Književnost ni posegla po novih temah, pač pa je razvila proslavljanje vladajočih in opevanje avanturističnih junakov Novega sveta. Ideje Erazma Rotterdamskega o prenovitvi Cerkve so sicer prodrle tudi v Španijo, a tudi te so bile sprejete več ali manj kot kuriozum in zanimanje zanje je umrlo z velikim mislecem. Malo poznejše delo Ignacija Loyolskega potrjuje popolno nemoč humanističnih idej v Španiji zgodnjega novega veka.
Kar se tiče umetnosti, je bila Španija v štirinajstem stoletju še popolnoma pod vplivom Arabcev, zato so se prvi vplivi evropske renesanse začeli pojavljati šele v zadnjih letih petnajstega stoletja. V arhitekturi se tudi tu gotika počasi spreminja preko okrašene gotike, medtem ko slikarstvo še dolgo spominja na arabske vplive. Italijanski umetniki, ki so v tisti dobi prišli v Španijo, niso med največjimi umetniki svojega časa in morda so zaradi tega zapustili večjo sled Flamci. Kljub temu sta se razvili obe smeri, iz vrst katerih so pozneje izšli veliki slikarski mojstri (Francisco de Zurbaràn, Diego Velàsquez).

## Anglija
Vpliv evropske renesanse je dosegel Anglijo šele proti koncu petnajstega stoletja, ko se je zaključilo dolgo obdobje vojn, ki so pustošile to ozemlje poldrugo stoletje (Stoletna vojna 1338-1453 in Vojna dveh vrtnic 1454-1485). Takrat so angleški študenti radi odhajali na univerze v Padovo, Firence in Bologno in po povratku domov so širili nove ideje. Tako je že leta 1490 univerza v Oxfordu uvedla študij grščine. Toda angleščina takrat še ni bila slovnično opredeljena in še niti povsod v Angliji sprejeta kot skupni jezik, zato je na primer največji angleški predstavnik renesanse Thomas More pisal v latinščini. Njegova Utopija je bila prevedena v angleščino šele leta 1551 in je od tedaj služila za zgled poznejšim piscem.
Ker je angleška renesansa najpoznejša v Evropi, je razumljivo, da je pobrala izkušnje ostalih kultur. Od Italijanov so Angleži prevzeli optimizem in navdušenje, kar sicer po dolgotrajnih vojnah ni bilo težko: za časa kraljice Elizabete je Anglija doživela pravi razcvet umetnosti, književnosti in predvsem gledališča. Nemška renesansa in sledeča ji reformacija sta vzbudili v Angležih voljo do samostojnega reševanja cerkvenih vprašanj, kar je privedlo do prevodov biblije in liturgije v domačo govorico. Francoski jezikovni puristi so jih pa prepričali, da je domači jezik enakovreden klasičnim in ga je zato treba hraniti, izpopolnjevati in razvijati. Ne nazadnje, vojaška zmaga Angležev nad Španci leta 1588 je toliko ojačila njihovo samozavest, da so vse te smernice ne samo sprejeli, pač pa tudi izpeljali do skrajnih zaključkov.

## Madžarska
Vplivi italijanskega Rinascimenta na umetnost ostale Evrope so še najbolj vidni na Madžarskem. V to deželo so Italijani zelo radi prihajali še v srednjem veku, posebno v štirinajstem stoletju, ko je na Ogrskem vladala neapeljska dinastija Anjou (ali Angiò), čigar člani so bili potomci Karla Martela. Tudi pozneje, v polni renesansi, je veliko Italijanov delovalo na Madžarskem, predvsem v stavbarstvu. Vladna palača Matije Korvina v Budimu, kakor tudi njegova rezidenca Višegrad sta bili sezidani in opremljeni po italijanskem okusu. Tudi kardinal Ippolito d'Este je za gradnjo katedrale in škofovske palače v Esztergomu poklical italijanske mojstre. V dobi renesanse se je razen stavbarstva razvila tudi manjša umetnost, na primer miniaturno slikarstvo, urarstvo in emajlni nakit. Italijanski renesančni slog je ostal priljubljen vse do osemnajstega stoletja, ko ga je izpodrinil dunajski barok.
Književnost, ki je prav tako pod Matijo Korvinom dosegla velik razvoj, je le v manjši meri občutila evropske spremembe. Velika madžarska problema sta bila tedaj svoboda vere in narodna samostojnost. V verskih problemih se je književnost omejila na polemike med Reformacijo in Protireformacijo, ki niso bile literarnega značaja. Nasprotno sta borba proti Turkom in zavračanje vedno hujšega avstrijskega pritiska porodila prva književna dela na evropski ravni, v katerih je razviden močan vpliv antičnih klasikov in italijanskega Risorgimenta.